# Polygala saginoides
Polygala saginoides är en jungfrulinsväxtart som beskrevs av August Heinrich Rudolf Grisebach. Polygala saginoides ingår i släktet jungfrulinssläktet, och familjen jungfrulinsväxter. Inga underarter finns listade i Catalogue of Life.